# U 18 (Kriegsmarine)
De U 18 was een Duitse U-boot van het Type IIB bij de Kriegsmarine tijdens de Tweede Wereldoorlog. De boot werd besteld op 2 februari 1935 en de kiel werd gelegd op 10 juli 1935 op de Friedrich Krupp Germaniawerf AG in Kiel. De tewaterlating gebeurde op 7 december 1935.

## DeU 18voor de Tweede Wereldoorlog
Op 20 november 1936 kwam de U 18 in aanvaring met de T156 als gevolg van deze aanvaring zonk de U 18. Als gevolg van dit ongeluk kwamen acht opvarenden om het leven, twaalf opvarenden overleefden het ongeluk. De boot werd acht dagen later geborgen en kon na reparatie op 30 september 1937 in actieve dienst worden genomen

## DeU 18tijdens de Tweede Wereldoorlog
Gedurende de Tweede Wereldoorlog voer de U 18 veertien oorlogspatrouilles uit. Tijdens deze patrouilles werden twee schepen tot zinken gebracht en drie beschadigd. In het begin van de oorlog opereerde de boot in de Oostzee, later werd de Zwarte zee het terrein van de U 18. Daar is de boot op 25 augustus 1944 in de haven van Constanța tot zinken gebracht vanwege het oprukkende Rode Leger.
De boot werd door de Sovjet strijdkrachten gelicht en uiteindelijk op 26 mei 1947 gezamenlijk met de U 24 in de buurt van Sebastopol tot zinken gebracht door de Sovjet onderzeeboot M-120.

## Bevelhebbers
- 04-01-1936 - 20-11-1936 : Hans Pauckstadt
- 30-09-1937 - 31-10-1937 : Heinz Beduhn (Kptlt.)
- 01-11-1937 - 24-11-1939 : Maximum-Hermann Bauer (Kptlt.)
- 24-11-1939 - 02-09-1940 : Ernst Mengersen (Oblt.)
- 03-09-1940 - 17-12-1940 : Hans-Heinz Linder (Kptlt.)
- 18-12-1940 - 06-05-1941 : Ernst Vogelsang (Kptlt.)
- 07-05-1941 - 31-05-1942 : Hans-Achim von Rosenberg-Gruszcynski (Oblt.)
- 01-06-1942 - 18-08-1942 : Friedrich-Wilhelm Wissmann
- 03-12-1942 - 25-08-1944 : Karl Fleige (Oblt.)
- 02-05-1944 - 25-05-1944 : Hans-Jürgen Bartsch (Oblt.)
- 25-05-1944 - 07-06-1944 : Rudolf Arendt (Oblt.)
- 22-12-1944 - 06-02-1945 : Friedrich Baumgärtel